# آنتونیو پریتو (بازیگر)
آنتونیو پریتو (اسپانیایی: Antonio Prieto‎؛ ‏ ۲ فوریهٔ ۱۹۰۵ – ۴ فوریهٔ ۱۹۶۵) بازیگر اهل اسپانیا بود. وی بین سال‌های ۱۹۲۶ تا ۱۹۶۵ میلادی فعالیت می‌کرد.
از فیلم‌هایی که وی در آن‌ها نقش داشته است، می‌توان به به خاطر یک مشت دلار، گوهرفروشان مهتاب و بعد از ظهر گاوها اشاره نمود.